# Lock Haven, Pennsylvania
Lock Haven là một thành phố thuộc quận Clinton, tiểu bang Pennsylvania, Hoa Kỳ. Năm 2010, dân số của thành phố này là 9772 người.